# Fundação Iniciativa
A Fundação Iniciativa é uma instituição de acolhimento de Curitiba. Financiada pela Prefeitura Municipal de Curitiba e por doações, acolhe crianças e adolescentes afastadas do convívio familiar por situações de negligência ou violência, após decisão judicial.

## História
A Fundação Iniciativa foi fundada em 18 de maio de 1988, que também é o Dia Nacional de Combate ao Abuso e a Exploração Sexual contra Crianças e Adolescentes. Sensibilizados com a grande quantidade de crianças e adolescentes curitibanas em situação de rua, empresários paranaenses decidem se juntar para criar uma instituição de acolhimento. O modelo escolhido foi o de Casa-Lar, que até então não existia no Brasil.

## Funcionamento
A Instituição é composta por Conselho Diretor, Diretoria Executiva e Conselho Fiscal. Desde a criação, é vedada a distribuição de lucros, dividendos ou quaisquer bonificações aos colaboradores, conselheiros e dirigentes. Por ser financiada em parte com dinheiro público, as contas são fiscalizadas pelo Ministério Público do Paraná.
O trabalho é dividido em 4 casas-lares, com capacidade para até 40 crianças ao todo. O acolhimento através da casa-lar visa trazer um ambiente mais próximo ao do lar de origem, superando o orfanato.